# Загальні вибори у Мексиці 2018
Зага́льні ви́бори у Ме́ксиці 2018 ро́ку — чергові вибори у Мексиці, що відбулися 1 липня 2018 року. На цих виборах були обрані президент, 500 депутатів Конгресу і 128 членів Сенату.
Чинний президент Енріке Пенья Ньєто не може балотуватися на другий термін відповідно до Конституції Мексики.

## Виборча система
Президента обирають простою більшістю голосів в одному турі. Три коаліційних партії підтримали президента.
500 депутатів Конгресу обирають двома методами: 300 обирають в одномандатних виборчих округах відносною більшістю голосів, а інші 200 — в єдиному загальнонаціональному виборчому окрузі за пропорційною системою. Жодна з партій не може отримати більше 300 мандатів в Конгресі.
128 членів Сенату обирають в такий спосіб: 96 — по 3 в 32 штатах Мексики, а решта 32 — в єдиному загальнонаціональному виборчому окрузі за пропорційною системою. У кожному штаті два місця отримує партія, яка здобула найбільшу кількість голосів, а третій мандат відходить партії, яка зайняла в цьому штаті друге місце.

## Результати
Президентом обраний Андрес Мануель Лопес Обрадор, колишній мер столиці Мексики. Він намагався посісти на президентський посаду двічі, і лише з третьої спроби йому це вдалося.
У ході виборчої кампанії було вбито понад 130 кандидатів та активістів політичних партій.